# Georges Tanneau
Œuvres principales
Marin du Guil', un novice au long cours
Georges Tanneau, né le 2 février 1937 à Guilvinec (Finistère) et mort le 3 mars 2013 à Quimper (Finistère),  est un marin, écrivain et mémorialiste breton.

## Biographie
Georges Tanneau naît à Guilvinec en 1937, dans une famille catholique. Enfant, il fréquente l'école Sainte-Anne de la ville ou Sœur Pauline lui enseigne le catéchisme.
Devenu mousse très jeune, il travaille pour la Marine Marchande, ce qui lui vaut de voyager sur toutes les mers du monde. Il est ainsi employé par la compagnie Delmas. Ensuite, il devient capitaine de remorqueurs de haute-mer, comme l'Abeille Bourbon. Il prend sa retraite en 1992.
Il profite alors de son temps libre pour rédiger ses ouvrages, publiés entre 1997 et 2009. Ces derniers sont des romans ou des témoignages de sa vie professionnelle. Son ancienne profession lui permet aussi de conseiller Jean-Charles Kraehn et Patrick Jusseaume pour leur série de bande dessinée Tramp.
Il intègre également l'association Frères des Hommes, pour aider les marins étrangers en difficulté.
Il écrit et compose aussi une centaine de chansons de mer.
Il décède à Quimper (Finistère), en 2013.

## Publications
- Mousse du Pescadou, Coop Breizh, 1999,  (ISBN 2843460948)
- Un novice au long cours,  Coop Breizh, 2001,  (ISBN 2909924882)
- Marin du Guil', Coop Breizh, 2003,  (ISBN 2843461812) (Suite de Mousse du Pescadou)
- Des mers du Nord aux mers du Sud, Coop Breizh, 2005,  (ISBN 2843462479)
- L'Ancre de Chine, Coop Breizh, 2009,  (ISBN 2843463637)